# Jules Dufaure

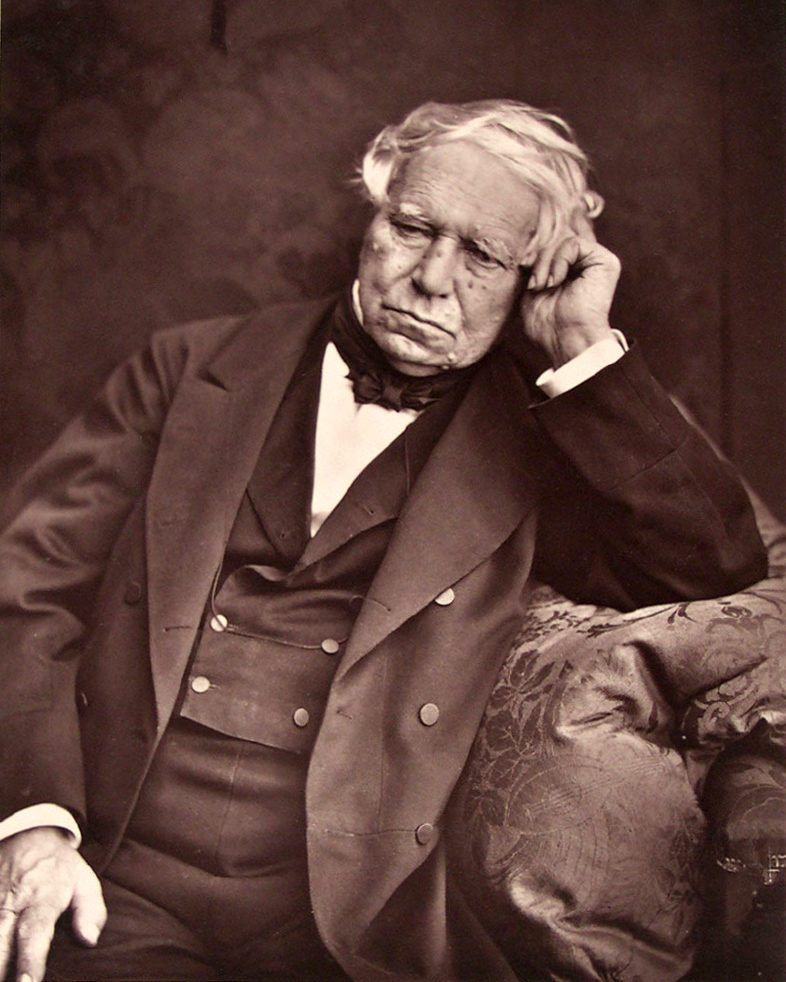
Jules Dufaure

Jules Armand Stanislas Dufaure (Saujon, 4 december 1798 - Rueil-Malmaison, 28 juni 1881) was een Frans politicus.

## Biografie

### Opleiding en vroege carrière
Jules Dufaure werd op 4 december 1798 geboren in Saujon, gelegen in het departement Charente-Inférieure (Zuid-West-Frankrijk). Hij volgde een klassieke opleiding en studeerde rechten in Parijs. Aanvankelijk was hij advocaat in Saintes, maar sinds 1820 was hij ingeschreven bij de balie van Bordeaux. Als advocaat verwierf hij faam als begenadigd spreker. Van 1830 tot 1832 was hij deken van de orde van advocaten van Bordeaux. In 1834 gaf hij zijn advocatenpraktijk op en ging hij de politiek in. Hij werd op 21 juni van dat jaar als gematigd liberaal voor het 7de kiescollege van het departement Charente-Inférieure in de Kamer van Afgevaardigden (Chambre des Députés) gekozen. Hij werd tijdens de Juli-monarchie voor Charente-Inférieure in 1836, 1837, 1839, 1842 en 1846 als Kamerlid herkozen. Als parlementariër maakte hij veelvuldig gebruik van zijn vaardigheden als spreker en, opgemerkt door Adolphe Thiers, werd hij in 1836 door de laatste benoemd tot conseiller d'État (staatsraad). In september 1836, met de val van het kabinet-Thiers I, trad Dufaure als staatsraad af. Samen met Thiers voerde hij oppositie tegen de kabinetten-Molé (1836-1839).

### Minister tijdens deJuli-monarchie
Jules Dufaure werd op 21 mei 1839 als minister van Openbare Werken opgenomen in het kabinet-Soult II en wist, gesteund door een parlementaire meerderheid, de invoering van een spoorwegstelsel in Frankrijk door te voeren. Hij maakte geen deel uit van het kabinet-Thiers II (1840), maar hij bestreed haar niet. Na 1840 behoorde hij tot de oppositie en bestreed de regeringen. In 1842 werd hij gekozen tot vicevoorzitter van de Kamer van Afgevaardigden. Zijn herverkiezing in tot vicevoorzitter in 1845 had Dufaure te danken aan de oppositie. In augustus 1846 sloot hij zich aan bij Jeune Gauche ("Jong Links"), waar ook Alexis de Tocqueville lid van was. Jeune Gauche was voorstander van de instelling van een parlementaire democratie. Ofschoon een hevig criticus van koning Lodewijk Filips, bestreed hij de reformbanketten van de republikeinen.

### Minister tijdens deTweede Franse Republiek
Jules Dufaure accepteerde na de Februarirevolutie van 1848, die een einde maakte aan de monarchie, de instelling van de republiek. Op 23 april 1848 werd hij voor het departement Charente-Inférieure in de Nationale Grondwetgevende Vergadering (Assemblée Nationale Constituante). In 1849 werd hij lid van haar opvolger, de Nationale Wetgevende Vergadering (Assemblée Nationale Législative).
Van 13 oktober tot 20 december 1848 was hij minister van Binnenlandse Zaken onder generaal Louis Eugène Cavaignac. Na de verkiezing van Lodewijk Napoleon Bonaparte tot president (10 december 1848) koos hij de zijde van de laatste en van 2 juni tot 31 oktober 1849 was hij minister van Binnenlandse Zaken in het kabinet-Barrot II. Hij keerde zich na de staatsgreep van 2 december 1851 - waarbij Lodewijk Napoleon Bonaparte de macht naar zich toetrok - tegen de president, die zich weldra liet kronen als keizer Napoleon III.

### Opposant van hetTweede Franse Keizerrijk
Dufaure was een tegenstander van het Tweede Franse Keizerrijk (1852-1870). Hij stapte uit de actieve politiek en werd lid van de balie van Parijs. Van 1862 tot 1864 was hij deken van de orde van advocaten van Parijs.
Als advocaat verdedigde Dufaure tal van politieke tegenstanders van Napoleon III, zoals de liberalen Henri d'Orléans, Lucien-Anatole Prévost-Paradol en Émile de Girardin. Ook was hij advocaat tijdens het Proces van de Dertien.
In 1863 volgde hij Étienne-Denis, duc Pasquier op als lid van de Académie Française (Franse Academie).
Op de achtergrond bleef Dufaure zich echter met de politiek bemoeien. Hij trad naar voren als een van de voormannen van de Union Libérale. In 1859, in 862 en in 1867 leed hij echter nederlagen bij de parlementsverkiezingen. In 1869 was hij campagneleider van Thiers, die in het Wetgevend Lichaam (Corps Législatif) werd gekozen. In 1870 verzette hij zich krachtig tegen het Referendum van 1870.

### Premier tijdens deDerde Franse Republiek
Dufaure was een tegenstander van de oorlogsverklaring tegen Duitsland. Toen keizer Napoleon III op 4 september 1870 werd afgezet en de Derde Franse Republiek werd uitgeroepen, koos Dufaure de zijde van de republiek. In 1871 werd hij voor vijf departementen in de Kamer van Afgevaardigden gekozen en werd een van de voormannen van de partij van centrumlinks.
Op 19 februari 1871 werd hij premier (Vice-Président du Conseil). In augustus 1871 stelde hij de verkiezing van Thiers als president van de republiek voor. Na de verkiezing van Thiers steunde hij diens gematigde politiek. Tijdens Dufaure's eerste premierschap (19 februari 1871 - 18 mei 1873) tekenden de Fransen de Vrede van Frankfurt met de Duitsers (10 mei 1871) en werd de Commune van Parijs bloedig onderdrukt (28 mei 1871). Naast premier was Dufaure ook minister van Justitie. Als minister van Justitie voerde hij de juryrechtspraak in (1873). Zijn kabinet kwam tegelijkertijd met president Thiers ten val. In het kabinet-Buffet was Dufaure opnieuw minister van Justitie (1875-1876).
Op 23 februari 1876 werd Dufaure opnieuw premier. Hij werd ook minister van Justitie en van Kerkelijke Zaken (vanaf 9 maart). In hetzelfde jaar werd hij ook senator voor het leven (senateur inamovible). Zijn kabinet kwam in december, als gevolg van tegenwerking van linkse republikeinen in de Kamer van Afgevaardigden en de monarchisten in de Senaat (Sénat).
Op 13 december 1877 werd Dufaure, na de verkiezingsoverwinning van de republikeinen in oktober 1877, voor de laatste maal premier. Tijdens dit premierschap, dat iets langer dan een jaar duurde, was het op politiek vlak een rustig jaar. Dufaure voerde een heel gematigde koers. De belangrijkste gebeurtenis tijdens zijn premierschap was de Wereldtentoonstelling van 1878, die in Parijs werd gehouden. De Wereldtentoonstelling toonde de wereld een hersteld Frankrijk.
Dufaure trad in januari 1879 af. Hij overleed op 28 juni 1881 op 82-jarige leeftijd in Rueil-Malmaison, departement Seine-et-Oise.